# Дзярска, Изабелла
Изабелла Дзярска (пол. Izabella Dziarska) —  польская актриса театра, кино и телевидения, также актриса озвучивания и режиссёр дубляжа.

## Биография
Изабелла Дзярска родилась 7 мая 1956 года в Понятове. Дебютировала в театре в г. Еленя-Гура в 1970 году. Актриса театров в Еленя-Гуре и Варшаве. Выступала в спектаклях «театра телевидения» в 1969—1977 гг.

## Избранная фильмография

#### актриса
- 1970 — Перстень княгини Анны / Pierścień księżnej Anny — археолог Марыська / Гражина
- 1972 — 150 км в час / 150 na godzinę — девушка в фотоателье
- 1973 — Чёрные тучи / Czarne chmury — корчмарка (только в 1-й серии)
- 1977 — Мадам Бовари это я / Pani Bovary to ja — хостес
- 1977 — Польские пути / Polskie drogi — маникюрша Мирка, подруга Баси (только в 9-й серии)
- 1978 — Жизнь, полная риска / Życie na gorąco — сестра Марии Глобнер (только в 1-й серии)
- 1979 — Украденная коллекция / Skradziona kolekcja — Иоанна Хмелевская
- 1981 — Запах собачьей шерсти / Zapach psiej sierści — Хайди
- 2002 — Шопен. Желание любви / Chopin. Pragnienie miłości — служанка Жорж Санд
- 2004 — Странное преступление / Sotto falso nome

#### польский дубляж
- Новые приключения Винни-Пуха / The New Adventures of Winnie the Pooh
- Питер Пэн и пираты / Peter Pan and the Pirates
- Роб Рой / Rob Roy
- Утиные истории / DuckTales
- фильмы о Смурфах.

#### режиссёр дубляжа
- Человек-паук / Spider-Man